# Xiuyu
Der Stadtbezirk Xiuyu (chinesisch 秀嶼區 / 秀屿区, Pinyin Xiùyǔ Qū – „Stadtbezirk der „Schönen Insel““) ist ein Stadtbezirk der bezirksfreien Stadt Putian in der chinesischen Provinz Fujian. Er hat eine Fläche von 653,1 km² und zählt 604.684 Einwohner (Stand: 2020).

## Administrative Gliederung
Auf Gemeindeebene setzt sich der Stadtbezirk aus neun Großgemeinden und zwei Gemeinden zusammen. 